# Fortărețe dacice din Munții Orăștiei
Construite în stilul murus dacicus, cele șase fortărețe dacice din Munții Orăștie, din România, au fost ridicate între secolul I î.Hr. și secolul I d.Hr. pentru apărare și protecție contra cuceririi romane.
Rămășițele lor extinse și bine păstrate prezintă o imagine a Epocii Fierului viguroase și inovative. 
Cele șase fortărețe (Sarmizegetusa Regia, Luncani - Piatra Roșie, Costești - Blidaru, Costești - Cetățuie, Căpâlna și Bănița) care au format sistemul defensiv al lui Decebal, fac acum parte din patrimoniul cultural mondial UNESCO.

## Cetatea Sarmizegetusa
Capitala regatului dac, construită probabil la mijlocul secolului I î. Hr., cuprindea în perimetrul său cetatea, zona sacră și așezarea civilă. Referitor la cetatea Sarmizegetusa Regia, putem afirma că zidurile ei, ridicate în tehnica "murus Dacicus", înconjurau un mamelon aflat la 1000 de metri altitudine, respectând configurația terenului. După cucerire, romanii au reamenjat cetatea, mărindu-i suprafața, fără a respecta însă traseul zidurilor dacice sau tehnica de construcție a acestora.
La cca. 100 m est de cetate, pe două terase, se află zona sacră, la care duce un drum pavat cu lespezi de calcar, calea de acces terminându-se într-o piațetă. În acest spațiu au fost amplasate sanctuare de plan rectangular și circular, unele fiind construite din piatră de calcar, iar altele din andezit.
Așezarea civilă formată din cartierele de est și de vest, se întindea pe câteva zeci de terase, constituind cel mai amplu complex de locuire dacică documentat până în prezent. Aici se aflau grupuri de locuințe, ateliere meșteșugărești, depozite, hambare, instalații de captare și distribuire a apei potabile. Într-una din aceste locuințe a fost descoperit celebrul vas ceramic cu ștampila "DECEBALUS PER SCORILO".

## Cetatea Costești – Cetățuie
Fortificația acesteia constă dintr-un val de pământ cu palisadă, lat la bază de cca. 6–8 m și cu o înălțime de 2–2,5 m, care proteja partea superioară a dealului, platoul și terasele. Pe platou se află urmele a două turnuri-locuință, construite, la bază, cu temelii de piatră și în partea superioară din cărămizi (chirpici). O scară monumentală, din piatră fasonată, lată de 3 m, ducea la unul dintre aceste turnuri. Pe laturi era prevăzută cu jgheaburi pentru scurgerea apei, iar în față cu o poartă de lemn.
Cetatea de la Costești a fost reședința unora dintre regii geto-daci. Situată la intrarea în valea apei Grădiștea, centrul de la Costești a constituit principalul avantpost al capitalei dacice de la Grădiștea Muncelului. Distrusă în timpul primului război daco-roman, în 102 p. Chr., cetatea a fost grabnic refăcută și apoi definitiv distrusă și apoi abandonată în anul 106 p. Chr., odată cu cucerirea Daciei de către romani. Ruinele ei au servit drept carieră de piatră pentru construirea castrului de la Bucium [C.P.]

## Cetatea Costești - Blidaru

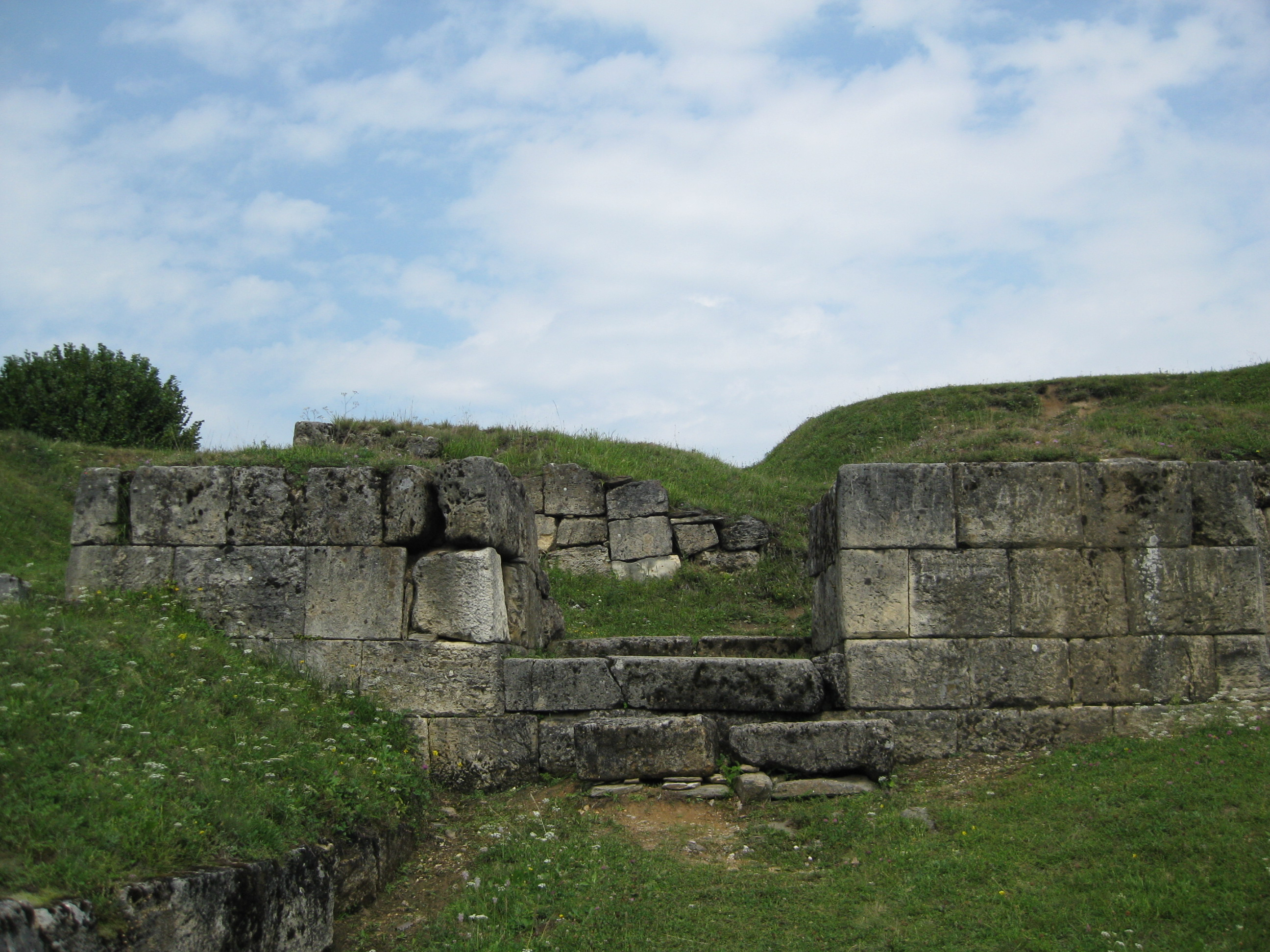
Ruinele cetății Blidaru

Blidaru, este un platou situat la SV de com. Orăștioara. de Sus (jud. Hunedoara), la alt. de 705 m, unde se află ruinele cetății dacice cu același nume, integrată în principalul nucleu al sistemului defensiv antiroman din zona Munților Orăștiei.
Situată pe culmea Blidaru, la o altitudine de 703 m, fortificația cuprinde două incinte, unite între ele, având împreună șase turnuri puternice de observație.

## Piatra Roșie
Înălțime submontană (832 m alt.) în zona Munților Orăștiei, situată pe teritoriul com. Boșorod (jud. Hunedoara), pe al cărei platou a fost ridicată o cetate dacică datată la finele sec. 1 a. Chr. și în sec. 1 p. Chr. Cetatea a fost prevăzută cu o dublă fortificație. 
Cetatea, ridicată din piatră, are formă patrulateră, cu laturile de 102 x 45 m, fiind prevăzută cu patru turnuri de apărare, situate în colțurile incintei, iar un al cincelea fiind situat la mijlocul laturii de est a fortificației.

## Așezarea de la Fețele Albe
Situată pe coasta de sud, însorită, a dealului Muncelului, despărțită fiind, printr-o vale îngustă de înălțimea pe care se păstrează ruinele de la Sarmizegetusa Regia.
Alături de construcțiile civile trebuie remarcată existența aici a unui sanctuar circular cu stâlpi de piatră, descoperit pe terasa a IV-a. El a fost distrus, ca și așezarea, în urma unui mistuitor incendiu ce a avut loc, foarte probabil, în timpul celui de-Al Doilea Război Daco-Roman (105 - 106 d. Hr.).

## La Costești
Primul pe care vizitatorul îl întalnește este sanctuarul  aflat în interiorul fortificației și este orientat pe direcția NE – SV.  El era constituit din 4 șiruri de cate 15 coloane. În cazul acestui edificiu, nu toate coloanele de lemn aveau drept bază tamburi de calcar. În partea dinspre nord a sanctuarului, în zona unde stanca masivă urcă mult, lăcașurile de sprijin ale coloanelor au fost amenajate în ea.Cercetările întreprinse în anul 1977 au dovedit ca acest sanctuar a fost demontat de către daci în preajma celui de-al doilea razboi daco-roman, probabil distrus la acea dată. De la acest sanctuar, se coboară o mică pantă, pentru a ajunge pe o terasă de pe latura nordică a dealului, unde găsim un alt sanctuar descoperit imediat după începerea săpaturilor în cetate. El este situat în afara valului de pamant și este orientat pe direcția NV – SE. Se compunea din 4 șiruri a cate 15 tamburi. Tamburii din piatra de calcar constituiau, de fapt, baze pentru coloanele durate din lemn, care, probabil, susțineau acoperisul templului respectiv. În partea opusă acestuia, pe o terasă din partea de SE a înalțimii, se gasește alt aliniament constituit din 6 șiruri a cate 7 tamburi de calcar. În preajmă, pe altă terasă, întalnim cel de-al patrulea sanctuar a cărui orientare este NE – SV; el are în componență 6 rânduri a câte 6 tamburi fiecare. 

## La Sarmizegetusa
Începând din Lunca Grădiștii și până lângă zidul sudic al cetății dacice și ramura de vest a buclei sale, drumul era pavat cu piatră locală. Astăzi din tronsonul drumului pavat cu lespezi de calcar și mărginit de borduri este vizibilă doar porțiunea care coboară de la actuala poartă de est a cetății spre zona sacră și extremitetea piațetei de lângă marele sanctuar circular; celelalte porțiuni sunt acoperite cu pământ pentru a le proteja de acțiunea distructivă a apei provenite din precipitații. La Sarmizegetusa se întâlnesc două feluri de sanctuare, de tipul aliniamentelor: rectagulare și circulare în total în număr de 11, dintre care 9 sunt rectangulare, ridicate în perioade de timp diferite, delimitate de domnia lui Burebista și de războaiele de la începutul secolului al II-lea e.n. Construcțiile din piatră de calcar sunt datate pe durata domniei lui Burebista și a urmașilor săi, până la Diurpaneus-Decebal, iar acela din andezit, se pare, numai pe timpul ultimului rege dac. Pe terasa a XI-a, sanctuarul vechi de calcar  este orientat pe direcția NE – SV. El a fost cercetat în mai multe campanii de săpături, ultimele desfășurate în 1980, cu ocazia începerii lucrărilor de restaurare și conservare din cetatea de la Sarmizegetusa Regia.
Paralel cu sanctuarul mare de calcar dar pe o terasă ceva mai ridicată, găsim un alt sanctuar, tot din calcar, cu 3 șiruri a câte 4 baze, orientat NE – SV. Cel mai mare este circular, constituit din mai multe elemente. La exterior se află un cerc format din 104 blocuri de andezit, așezate pe nivelul antic, unul lângă celălalt, fiecare bloc având o lungime de 0,80 – 0,99 m, grosimea de 0,47 – 0,50 m și înălțimea de 0,43 – 0,45 m. Lipit de acesta, dar cu circa 10 – 12 cm mai sus, în interior, avem cel de-al doilea cerc din stâlpi de andezit format din șase stâlpi înguști plus unul lat, care se repetă de 30 de ori; stâlpii înguști erau terminați în partea superioară din cepuri patrulatere, de 9 – 10 cm ; înalțimea lor trebuia să fi fost, inițial, de aproximativ 1,20 – 1,35 m. La aproximativ 3,65 m de la rândul interior de stâlpi de piatră se află un alt cerc, dar de această dată constituit din 84 de stâlpi de lemn, așezați la 35 – 40 cm unul de celălalt, al căror diametru, la nivelul solului era de apoximativ 40 cm; acești stâlpi erau înfipți în pământ până la adâncimea de 1,40 – 1,60 m. Fiecare avea la bază câte un bloc de calcar, cu menirea de a susține stâlpul și de a-l împiedica sa se afunde; porțiunea de stâlp care se găsea în pământ avea, de cele mai multe ori, formă circulară, iar partea care se ridica deasupra solului era cioplită în patru muchii, permițând realizarea unui perete circular cu lipitură de lut; în fiecare stâlp erau înfipte piroane terminate în inel sau în "L", cu floare mare, rotundă sau rectangulară. Spre deosebire de cercurile de piatră, cercul stâlpilor de lemn este întrerupt de 4 praguri, marcate prin blocuri de calcar, ce constituiau intrările în acest spațiu. 
Sanctuarul mai avea, în centrul său, un șir de 34 de stâlpi de lemn, aranjați în forma unei potcoave orientată cu deschiderea spre sud-est. Stâlpii sunt identici cu cei din cercul precedent, fiind înfipți în pământ ceva mai sus și, de asemenea, sprijiniți pe câte un bloc de calcar. La câțiva metri de sanctuarul mare circular, s-a dezvelit sanctuarul mic circular, al cărui diametru este de 12,5 m. El este constituit din 114 stâlpi de andezit: 101 subțiri și înalți și 13 scunzi și lați. Accesul în acest sanctuar se făcea, ca și în cazul precedent, de pe o platformă orientată nord-est – sud-vest, care se sfârșește în preajma edificiului.
Alături, pe aceeași linie cu micul sanctuar rotund, întâlnim încă două sancuare, de această dată de formă rectangulară construite din stâlpi și coloane de andezit. În prezent, toate aceste piese sunt decapitate, urmare a distrugerii romane.

## Galerie de imagini

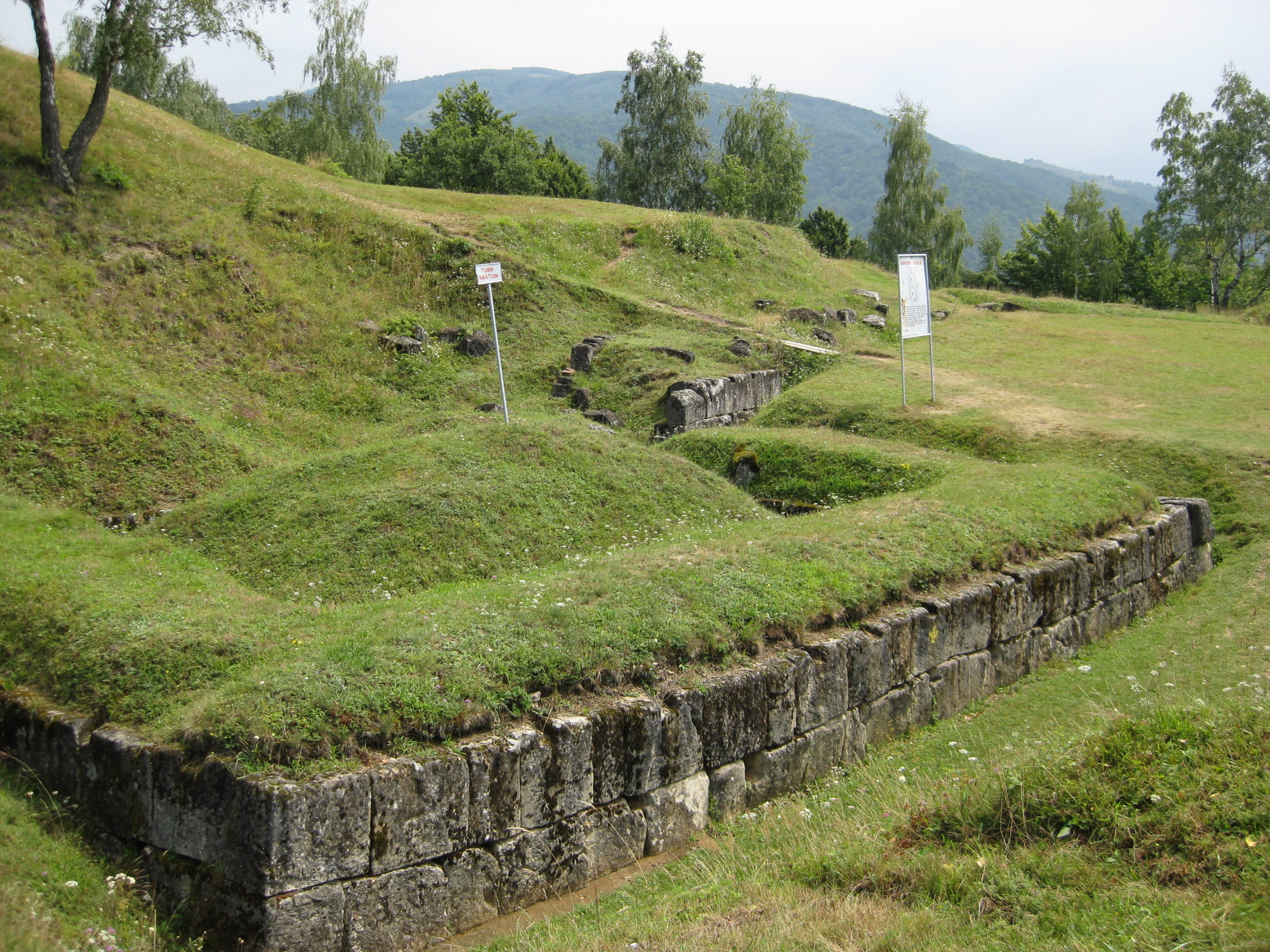
Cetatea Costești
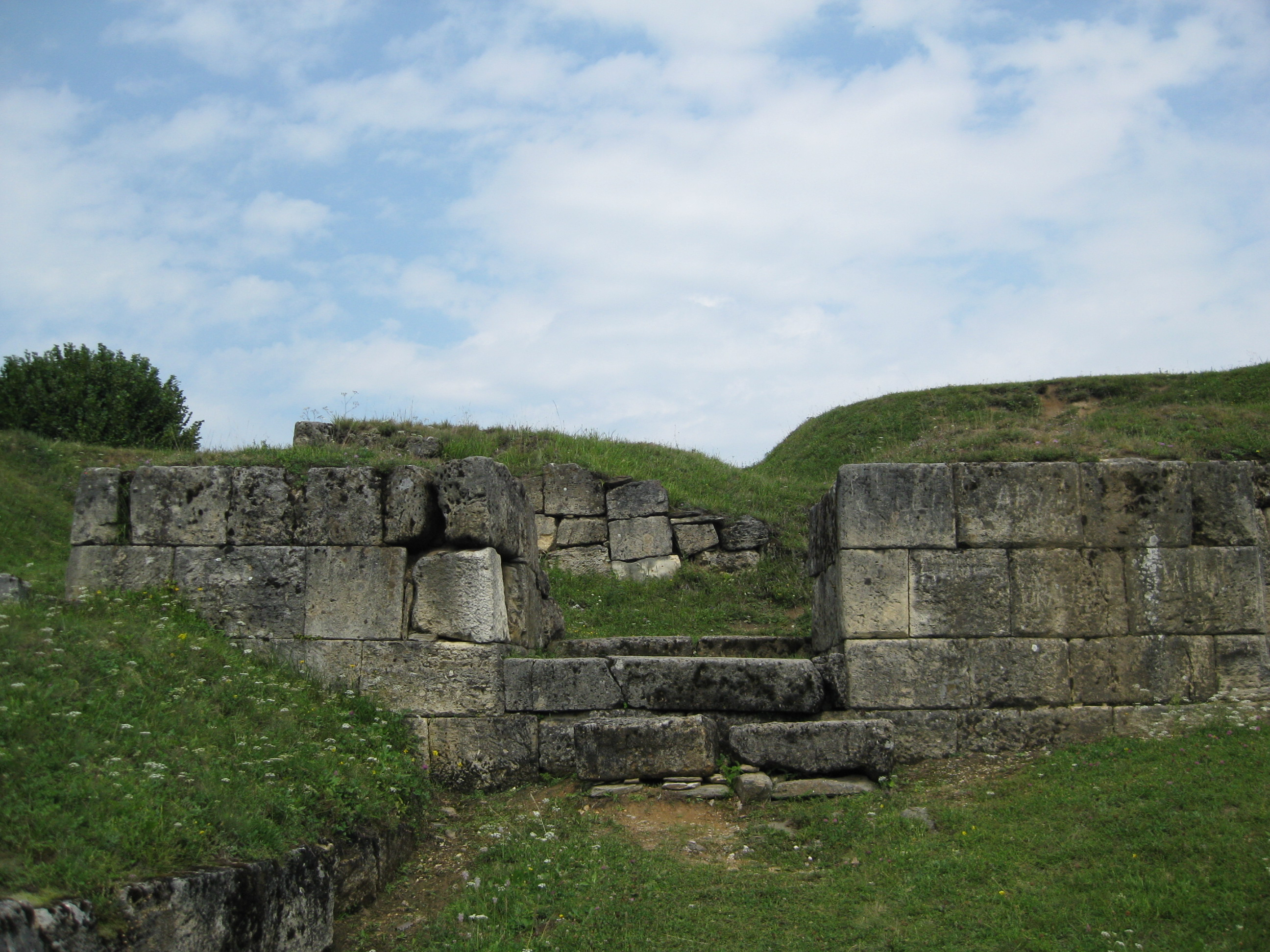
Cetatea Blidaru
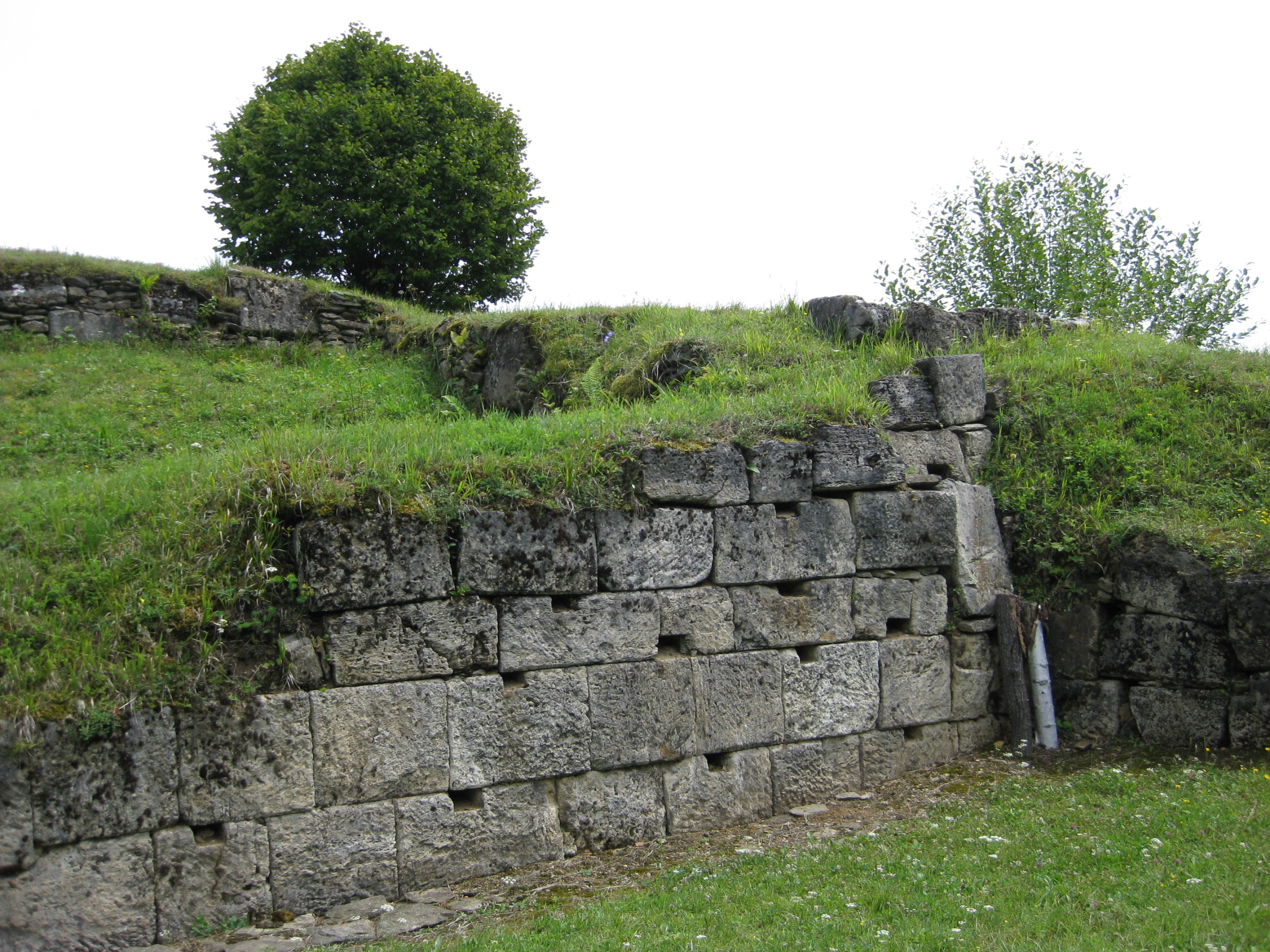
Cetatea Blidaru
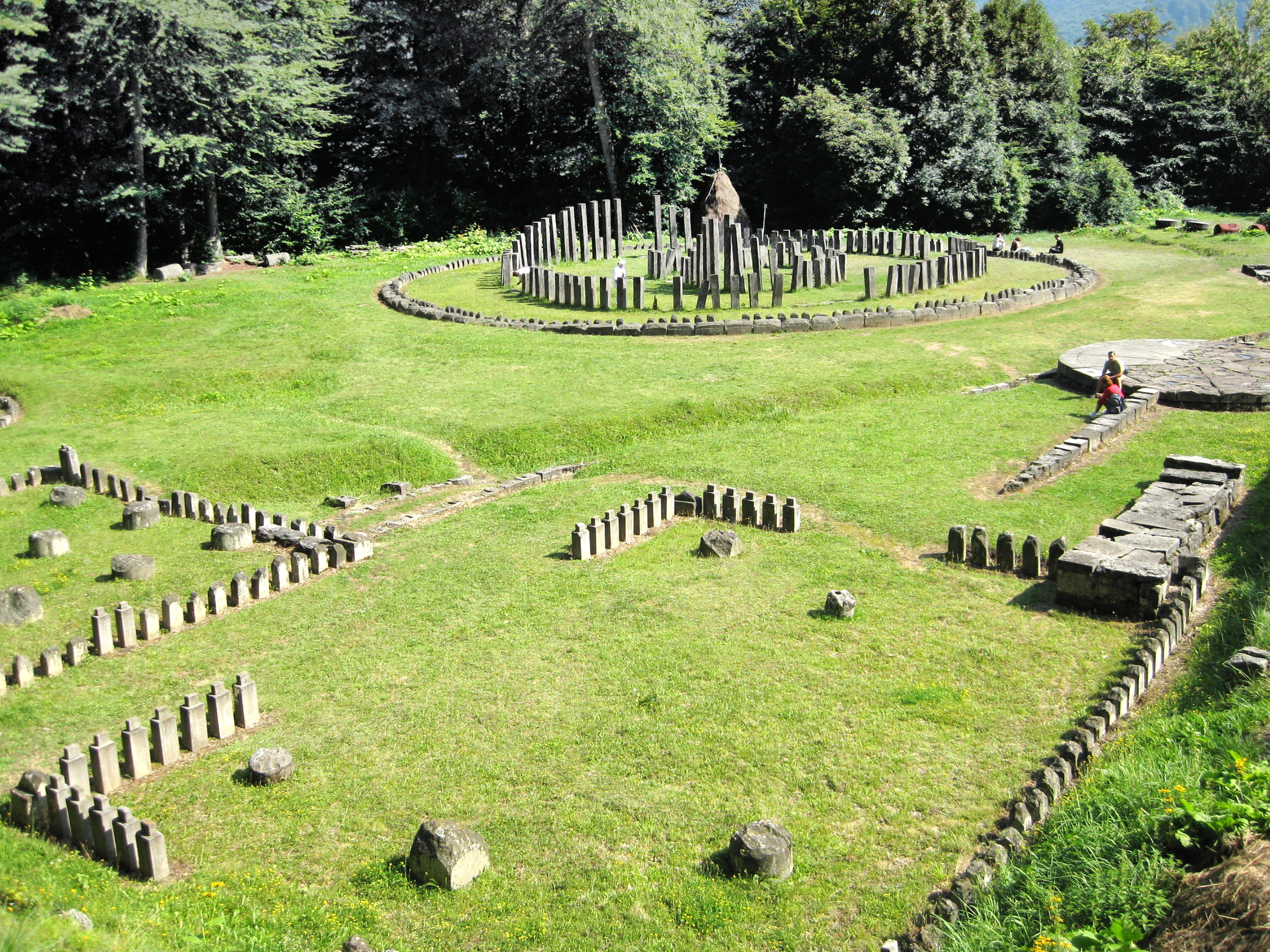
Sarmizegetusa Regia
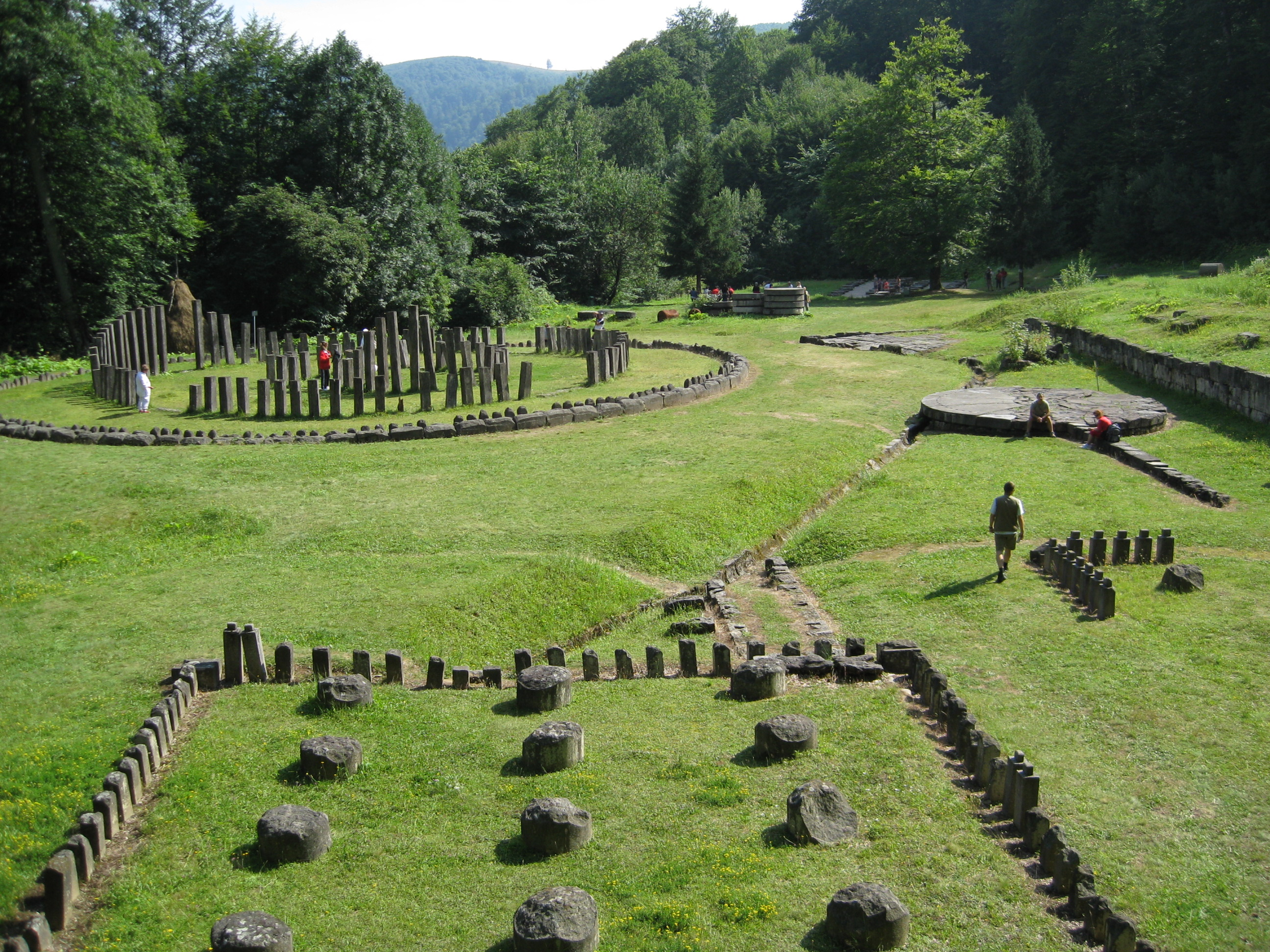
Sanctuarele de andezit, Sarmizegetusa Regia
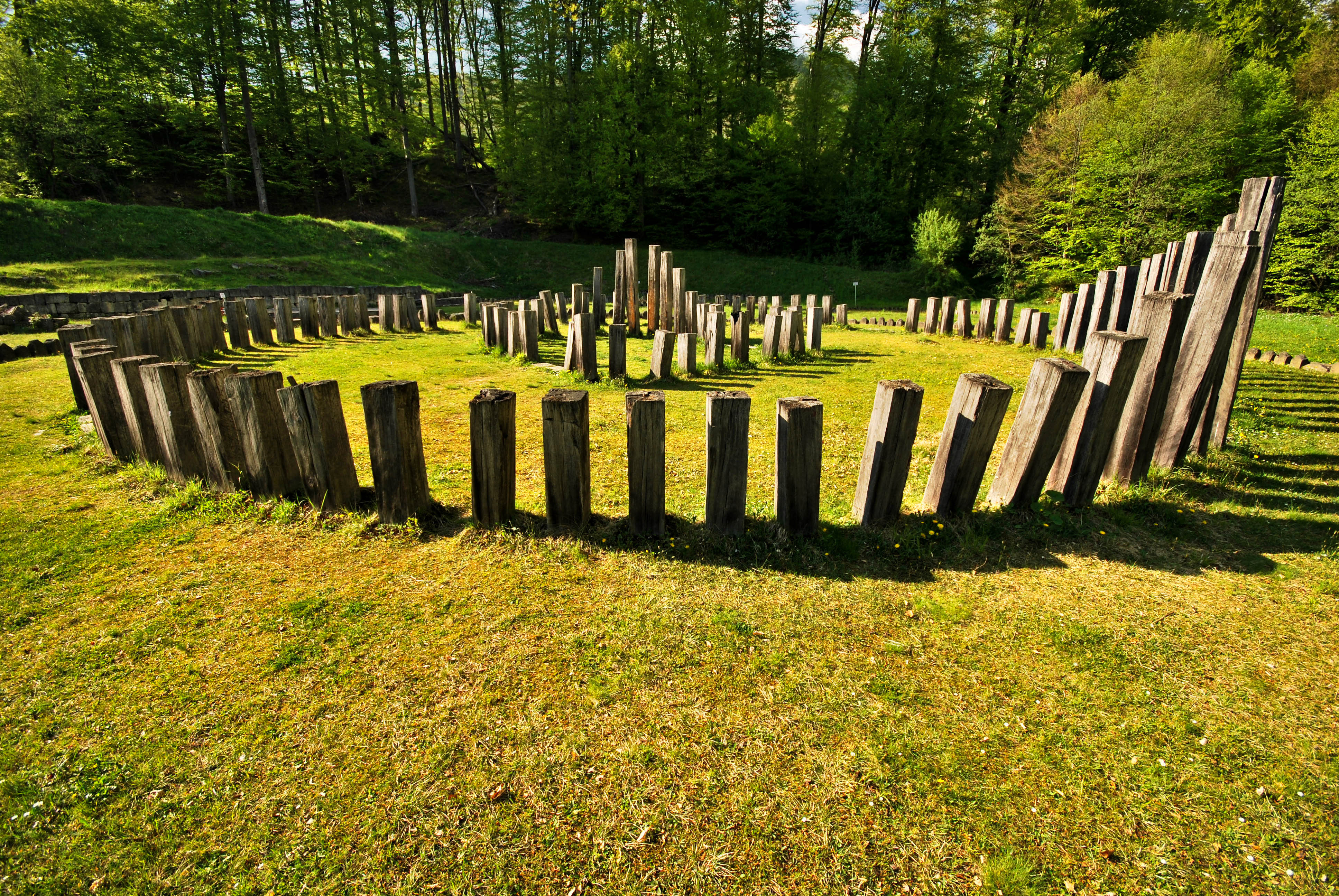
Sarmizegetusa Regia Sanctuarul mare circular (Zona sacră)
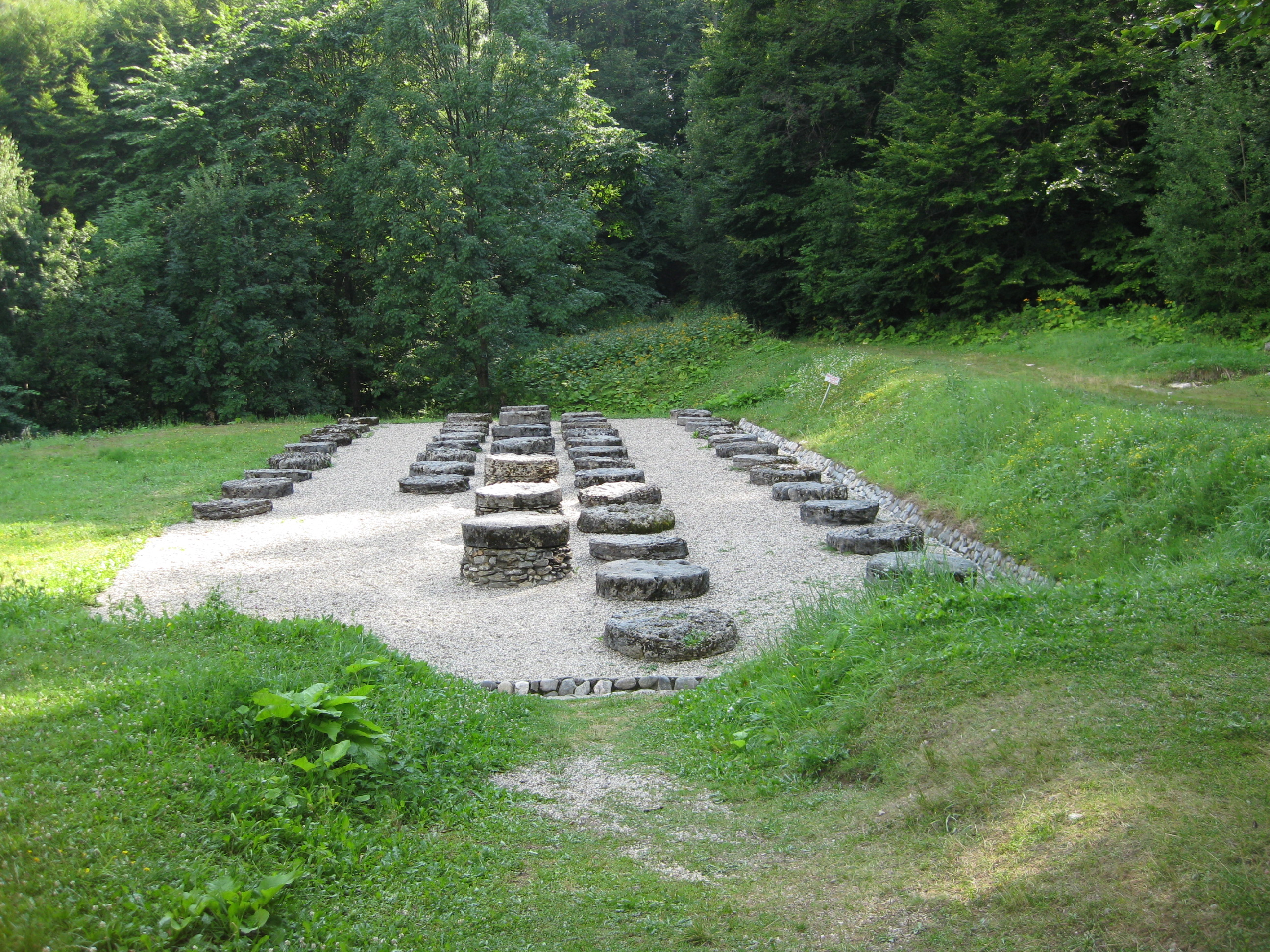
Sanctuarul mare de calcar, Sarmizegetusa Regia
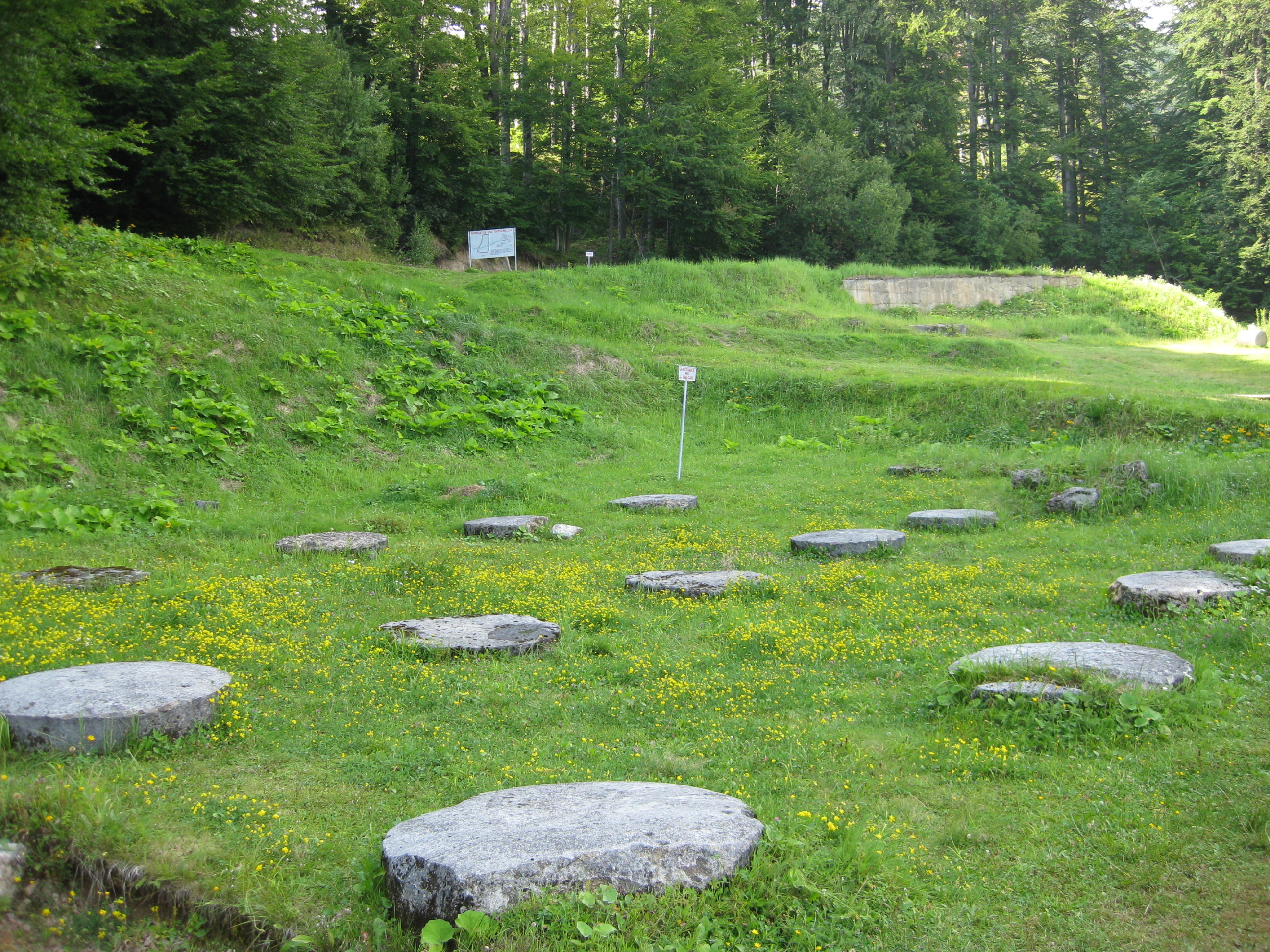
Sanctuarul mic de calcar, Sarmizegetusa Regia
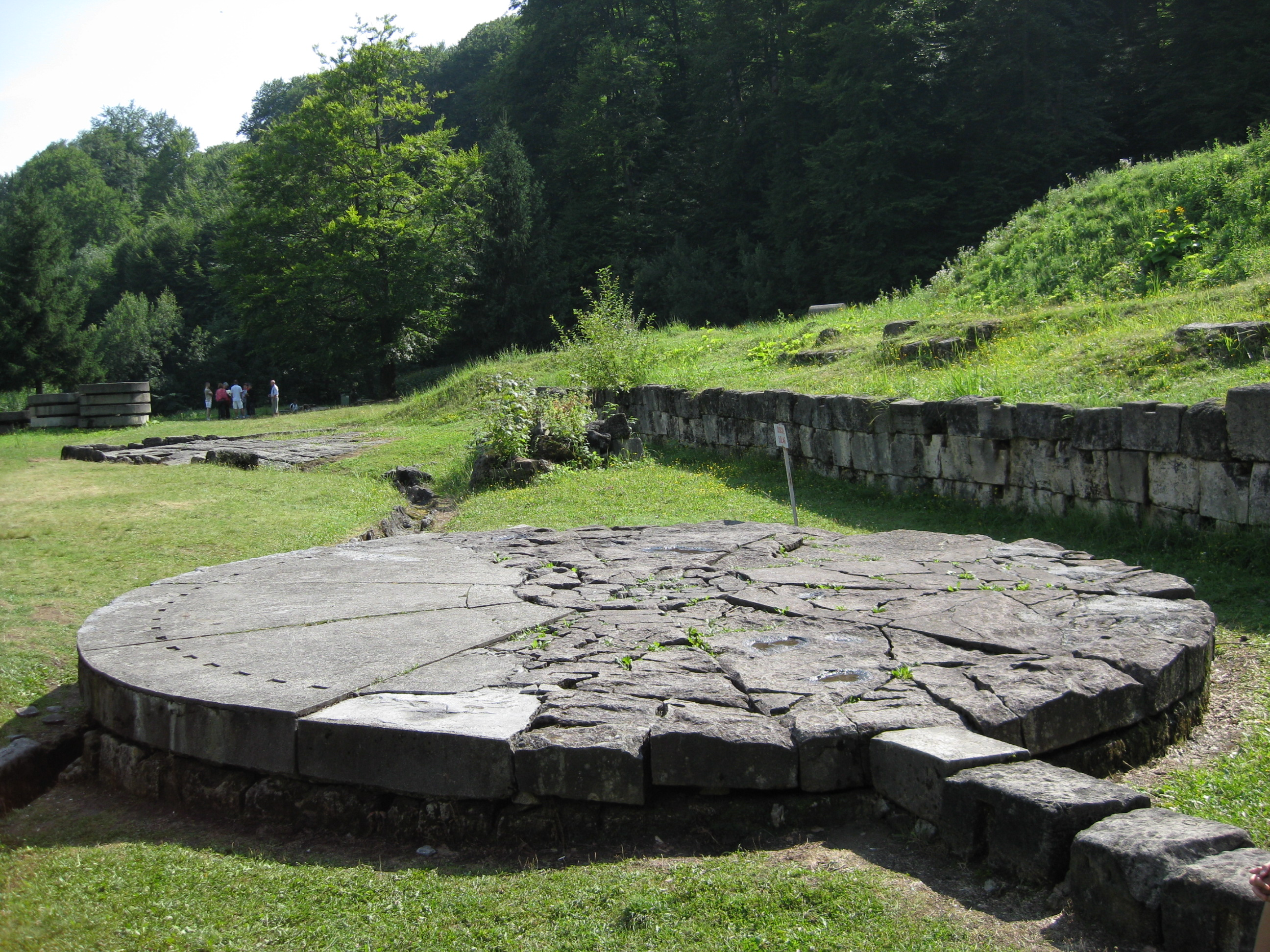
Discul solar, Sarmizegetusa Regia
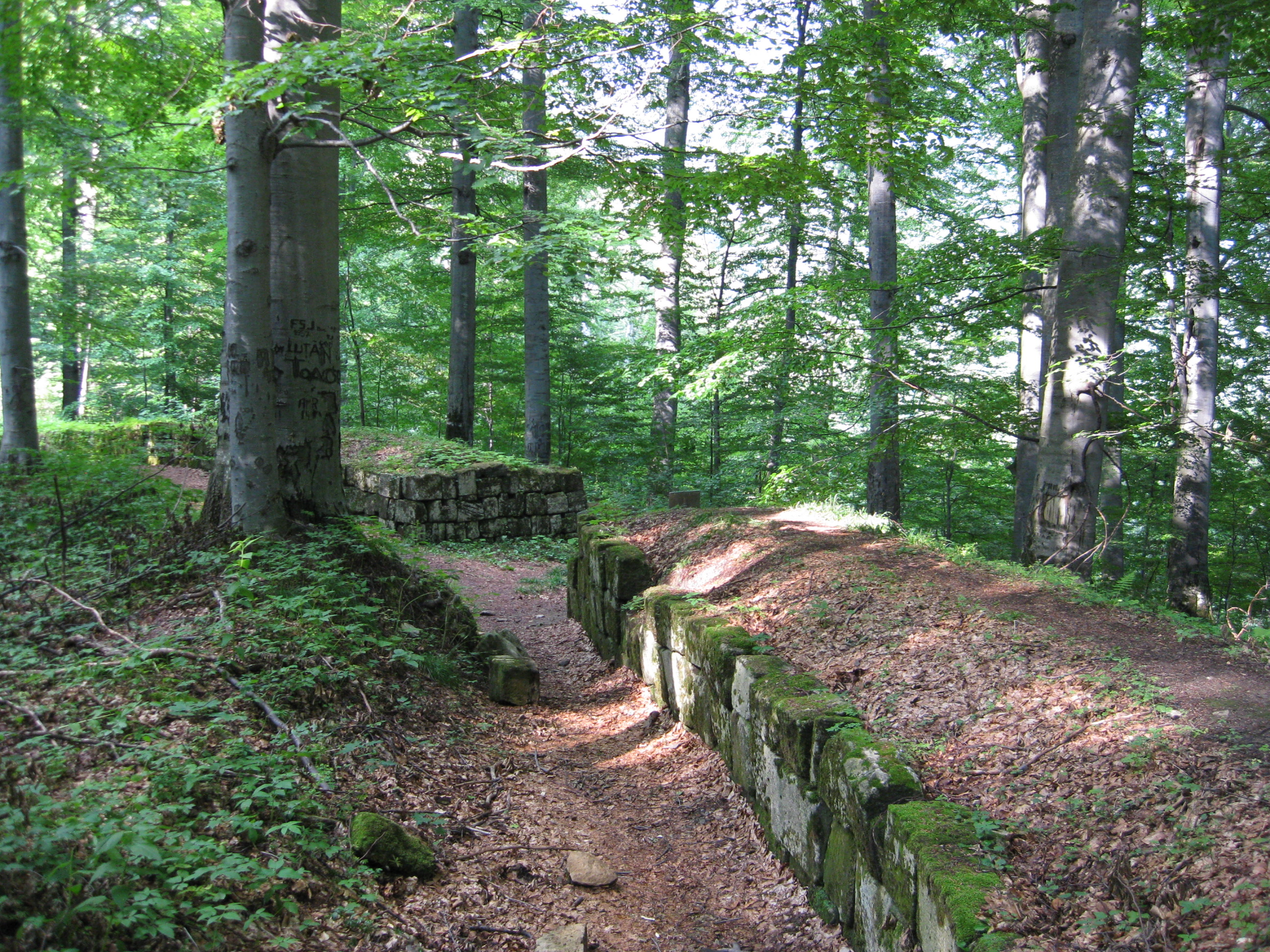
Murus dacicus, Sarmizegetusa Regia
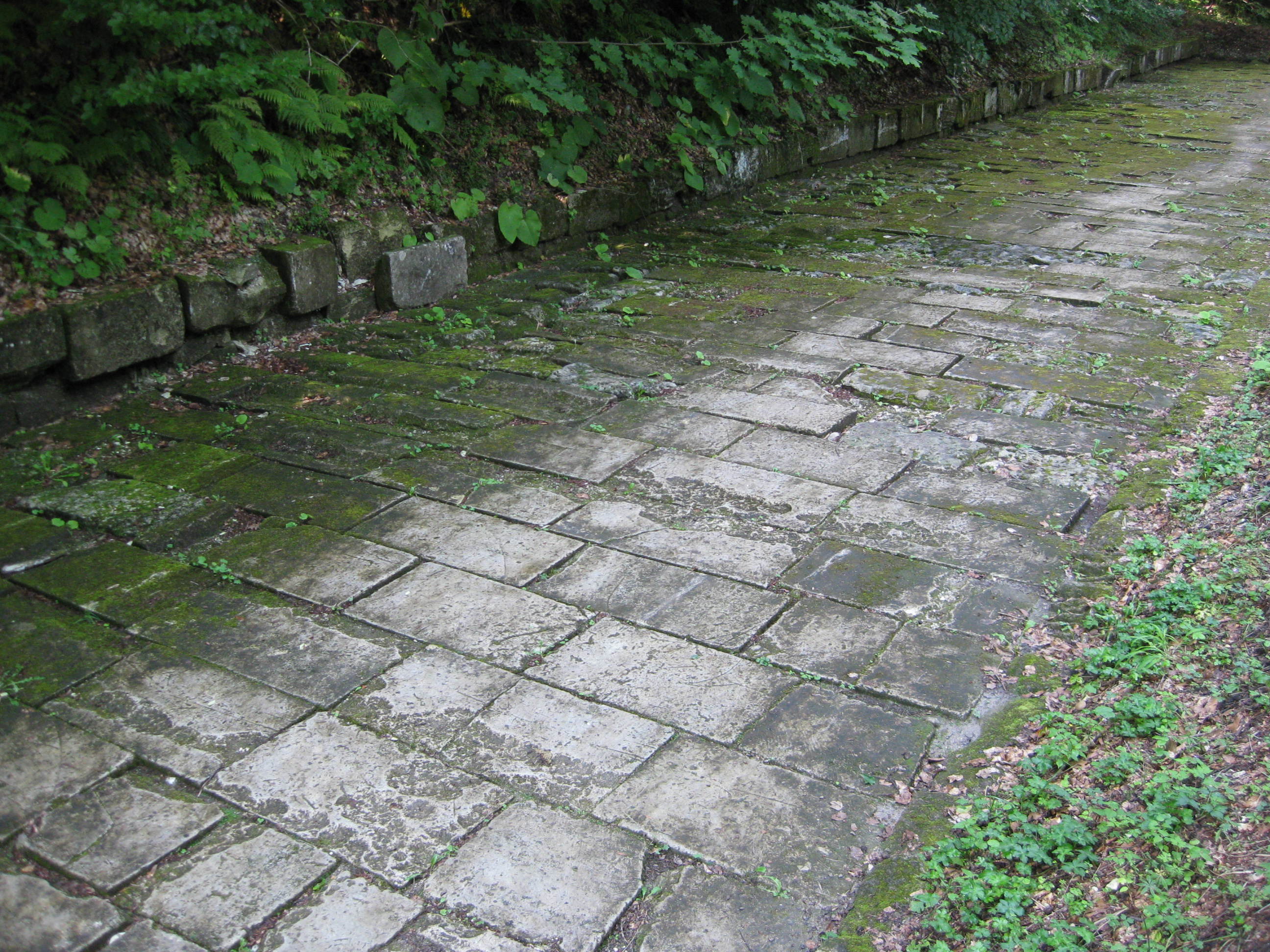
Drum dacic pavat, Sarmizegetusa Regia